# Hellyeah (álbum)
Hellyeah es el álbum debut del supergrupo de heavy metal y rock sureño Hellyeah, publicado el 10 de abril de 2007 a través de Epic Records después de haber sido finalizado en enero de ese mismo año. El sencillo "You Wouldn't Known" fue distribuido a las radios norteamericanas en febrero. Hellyeah está formado por miembros de Nothingface, Mudvayne, Damageplan y Pantera.
La letra del primer sencillo del disco, "You Wouldn't Known", trata la dificultad de mantener un estilo propio dentro de la industria musical, mientras que "Thank You" es un homenaje a todos los seres queridos de los miembros de la banda muertos recientemente (Dimebag Darrell, hermano del batería Vinnie Paul, la madre del guitarrista Tom Maxwell y la abuela del vocalista Chad Gray).
Hellyeah debutó en el ranking del Billboard en el noveno puesto al vender más de 45 000 copias en su primera semana. El 26 de septiembre de 2007, había vendido 188 670 ejemplares.

## Lista de canciones
1. "Hellyeah" - 3:30
2. "You Wouldn't Know" - 4:18
3. "Matter of Time" - 3:46
4. "Waging War" - 3:05
5. "Alcohaulin' Ass" - 3:54
6. "Goddamn" - 3:20
7. "In the Mood" - 0:58
8. "Star" - 3:42
9. "Rotten to the Core" - 3:52
10. "Thank You" - 4:31
11. "Nausea" - 4:59
12. "One Thing" - 3:50

- - Una edición limitada del disco contiene una versión acústica de "Alcohaulin' Ass".

## Personal
- Chad Gray - Voz
- Greg Tribbett - Guitarra
- Tom Maxwell - Guitarra
- Jerry Montano - Bajo
- Vinnie Paul Abbott - Batería